# Caloboletus
Caloboletus (Pers.) Vizzini (gorzkoborowik) – rodzaj grzybów należący do rodziny borowikowatych (Boletaceae).

## Systematyka
Pozycja w klasyfikacji według Index Fungorum: Caloboletus, Boletaceae, Boletales, Agaricomycetidae, Agaricomycetes, Agaricomycotina, Basidiomycota, Fungi.
W latach 2008–2015 przeprowadzono badania filogenetyczne w obrębie rodzaju Boletus. W ich wyniku okazało się, że dotychczas zaliczane do niego gatunki nie są tak blisko z sobą spokrewnione. Rodzaj ten rozbito na wiele nowych rodzajów.
W 2021 Komisja ds. Polskiego Nazewnictwa Grzybów Polskiego Towarzystwa Mykologicznego zarekomendowała używanie polskiej nazwy „gorzkoborowik”.
Gatunki:
- Caloboletus calopus (Pers.) Vizzini 2014 – gorzkoborowik żółtopory
- Caloboletus conifericola Vizzini 2014
- Caloboletus firmus (Frost) Vizzini 2014
- Caloboletus frustosus (Snell & E.A. Dick) D. Arora & J.L. Frank 2014
- Caloboletus inedulis (Murrill) Vizzini 2014
- Caloboletus kluzakii (Šutara & Špinar) Vizzini 2014 – gorzkoborowik pąsowiejący
- Caloboletus marshii Arora, C.F. Schwarz & J.L. Frank 201
- Caloboletus panniformis (Taneyama & Har. Takah.) Vizzini 2014
- Caloboletus peckii (Frost) Vizzini 2014
- Caloboletus polygonius (A.E. Hills & Vassiliades) Vizzini 2014
- Caloboletus radicans (Pers.) Vizzini 2014 – gorzkoborowik korzeniasty
- Caloboletus roseipes (Bessette, Both & A.R. Bessette) Vizzini 2014
- Caloboletus rubripes (Thiers) Vizzini 2014
- Caloboletus yunnanensis Kuan Zhao & Zhu L. Yang 2014[4]

Wykaz gatunków i nazwy naukowe na podstawie Index Fungorum. Nazwy polskie według Komisji ds. Polskiego Nazewnictwa Grzybów.